# Taylor Lyons
Taylor Lyons (* 18. März 1987) ist eine ehemalige US-amerikanische Skispringerin.
Lyons, die für den St. Paul Ski Club startet, begann im Alter von fünf Jahren mit dem Skisport. Sie gab ihr internationales Debüt im Februar 2002 bei FIS-Springen. Am 23. und 24. Juli 2004 sprang sie für zwei Springen auf ihrer Heimatschanze in Park City im Skisprung-Continental-Cup. Dabei erreichte sie in den beiden Springen mit dem 23. und dem 21. Platz jeweils die Punkteränge. Die Saison 2004/05 beendete sie mit den in beiden Springen gewonnenen 18 Punkten auf dem 38. Platz der Continental-Cup-Gesamtwertung. Seit diesen beiden Springen ist Lyons nicht mehr international aktiv.